# Cynthia Calvillo
Cynthia Calvillo, född 13 juli 1987 i San Jose, CA, är en amerikansk MMA-utövare som sedan 2017 tävlar i organisationen Ultimate Fighting Championship.